# Gemmothérapie
La gemmothérapie est une pratique pseudo-scientifique à visée thérapeutique inventée par le médecin belge Pol Henry (1918-1988) qui utilise des tissus embryonnaires végétaux en croissance. Elle se base sur le postulat que le méristème contient une « énergie informative » pouvant guérir.

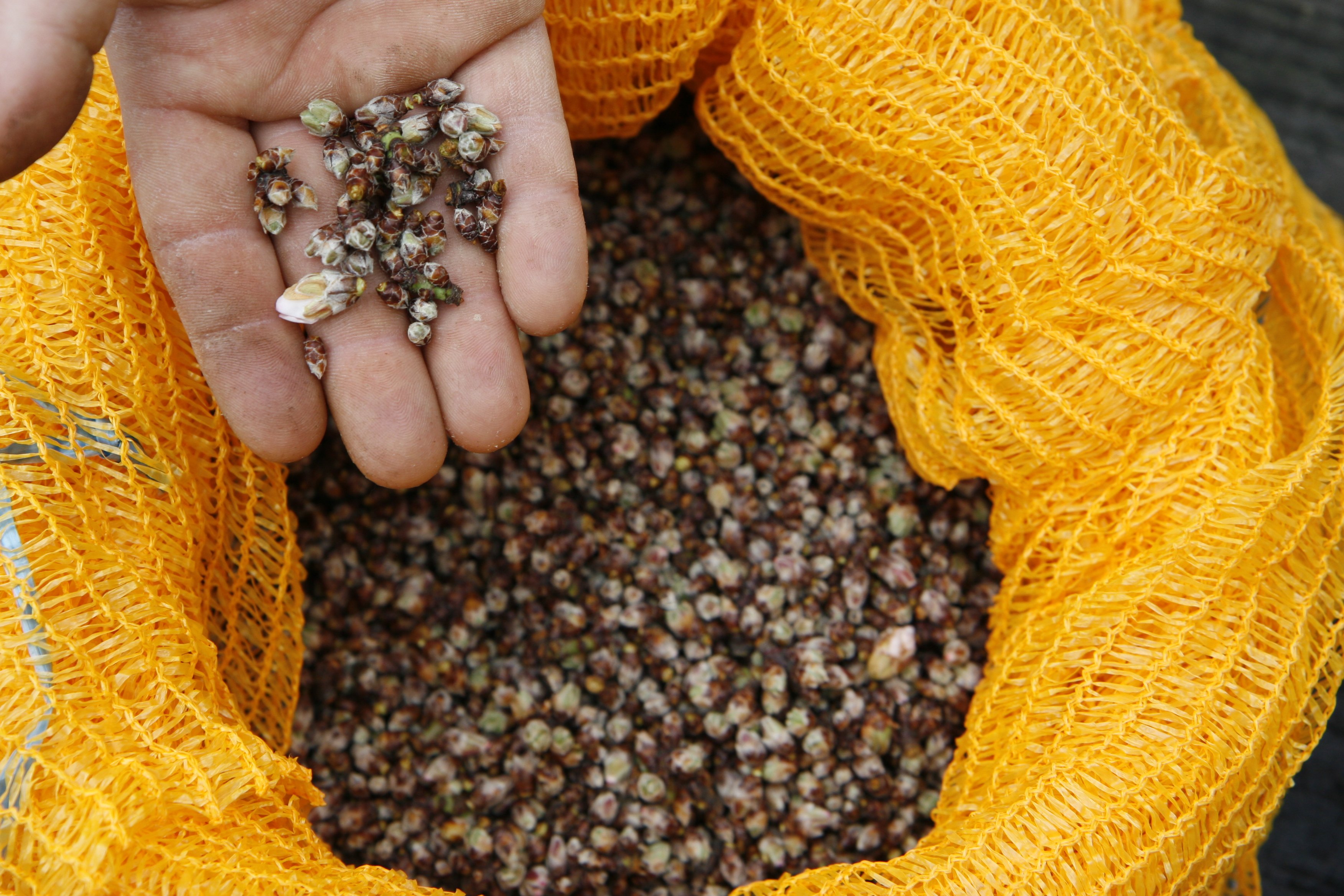
Bourgeons d'amandier, matière première utilisée en gemmothérapie.

## Dénomination
Le mot gemmothérapie provient du latin « gemmae », qui signifie à la fois bourgeon et pierre précieuse, ce qui est une allusion à la stabilité apparente des bourgeons en hiver ainsi qu'à leur préciosité.

## Historique
Les alchimistes du Moyen-Âge commencent à employer les bourgeons, notamment le bourgeon de peuplier dans l' ungentum populeum ainsi que le bourgeon de sapin dans la confection d'un sirop pectoral.
Dans les années 1970, le Dr Pol Henry est le premier à affirmer que le méristème (tissu végétal formé de cellules se divisant rapidement et constituant la zone de croissance des plantes) contient toute l'« énergie informative », concept non défini, au développement des arbres, et que celle-ci peut guérir. Il dénomme cette pratique thérapeutique, la phytoembryothérapie, qui deviendra plus tard la gemmothérapie, nom donné par le Dr Max Tetau.

## Concept
Le bourgeon présente à sa base une zone mérismatique constituée de cellules indifférenciées ne créant pas de photosynthèse (plastes non fonctionnel) mais qui se multiplient très rapidement au moment du débourrage. Un méristème peut continuer à croître indéfiniment tant qu'il est en vie et produit chaque année les feuilles de l'arbre (une de ces cellules végétales, peut in vitro, reconstituer le végétal dans son entier).
Ces bourgeons renfermeraient toute la « puissance du végétal », les cellules embryonnaires étant en phase de multiplication cellulaire intense. Ils contiennent plus d'acides nucléiques (information génétique) que les autres tissus et renferment des minéraux, oligo-éléments, vitamines et facteurs de croissance divers tels que hormones (auxines, gibbérelline) et enzymes et également la sève minérale concentrée apportée par l'arbre ou la plante au printemps.
Selon Pol Henry, la gemmothérapie mobilise « les énergies biologiques potentielles » des éléments embryonnaires. Les bourgeons constitueraient un véritable concentré d'information qui renfermerait le potentiel du totum de la plante. Ainsi le macérat glycériné de Tilleul argenté (Tilia tomentosa) possèderait à la fois les propriétés sédatives liées aux fleurs mais aussi les vertus dépuratives et diurétiques de l'aubier. De même, le bourgeon d'Aubépine (Crataegus oxyacantha ou Crataegus monogyna) posséderait à la fois les propriétés médicinales du fruit (action sur le muscle cardiaque) et celles de la fleur (rythme cardiaque).

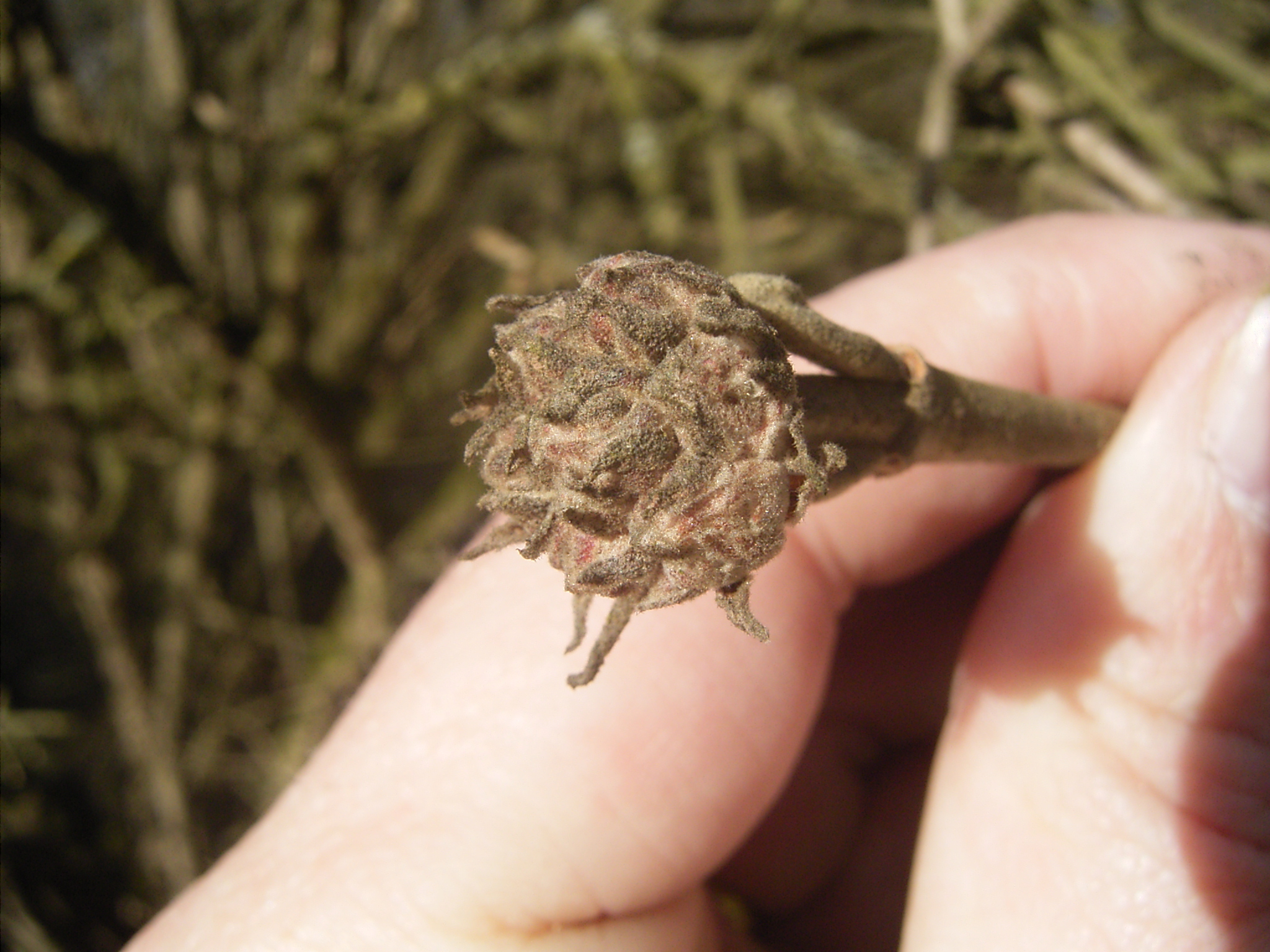
Bourgeon de Viorne lantane (Viburnum lantana).
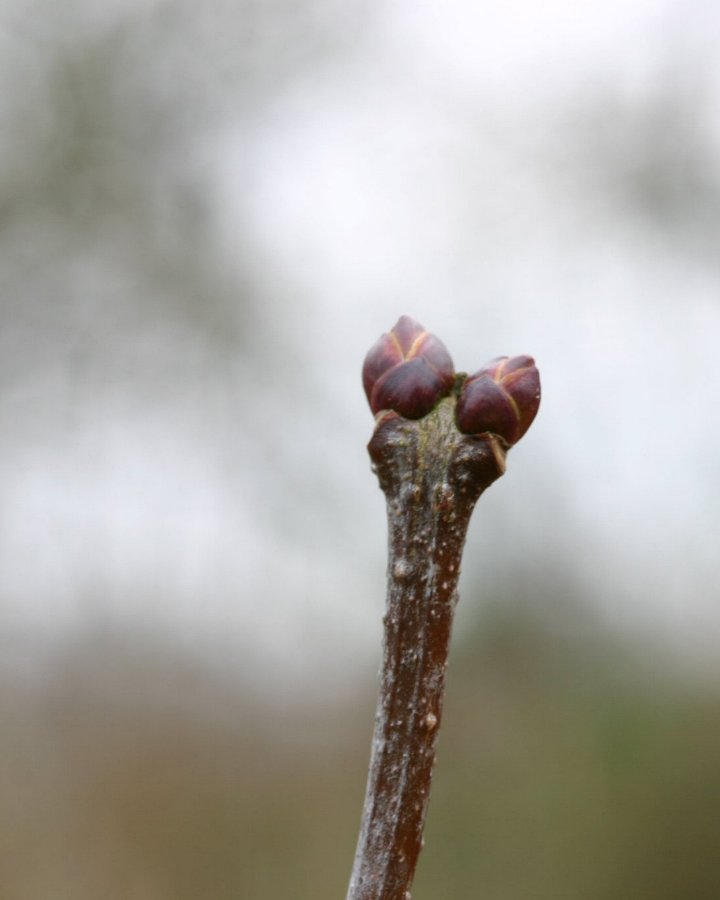
Bourgeons de Lilas (Syringa vulgaris).
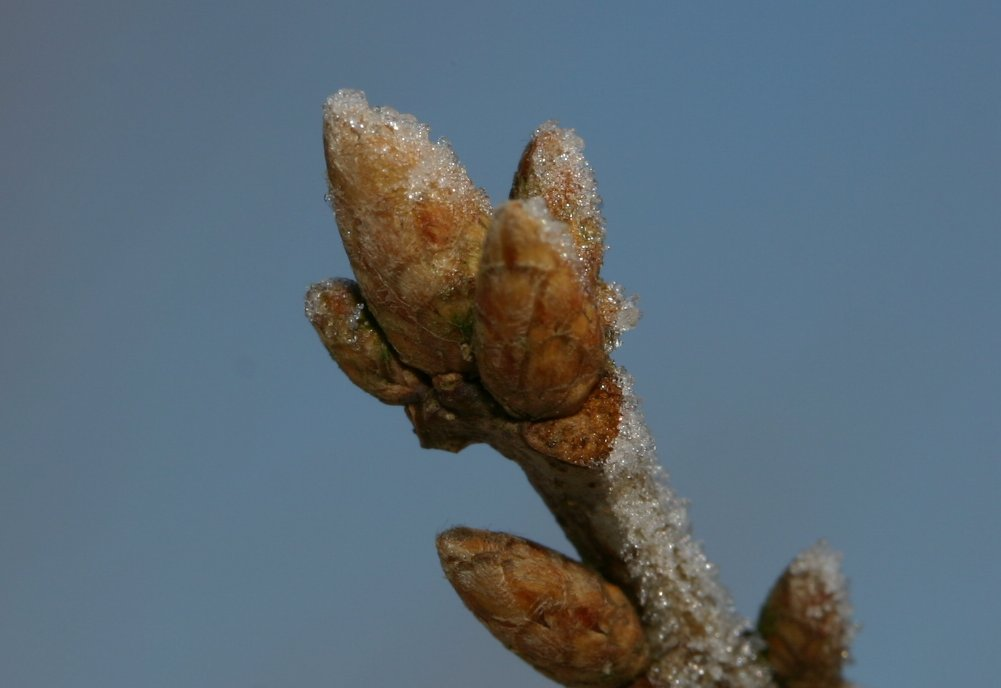
Bourgeons de Chêne sessile (Quercus petraea).
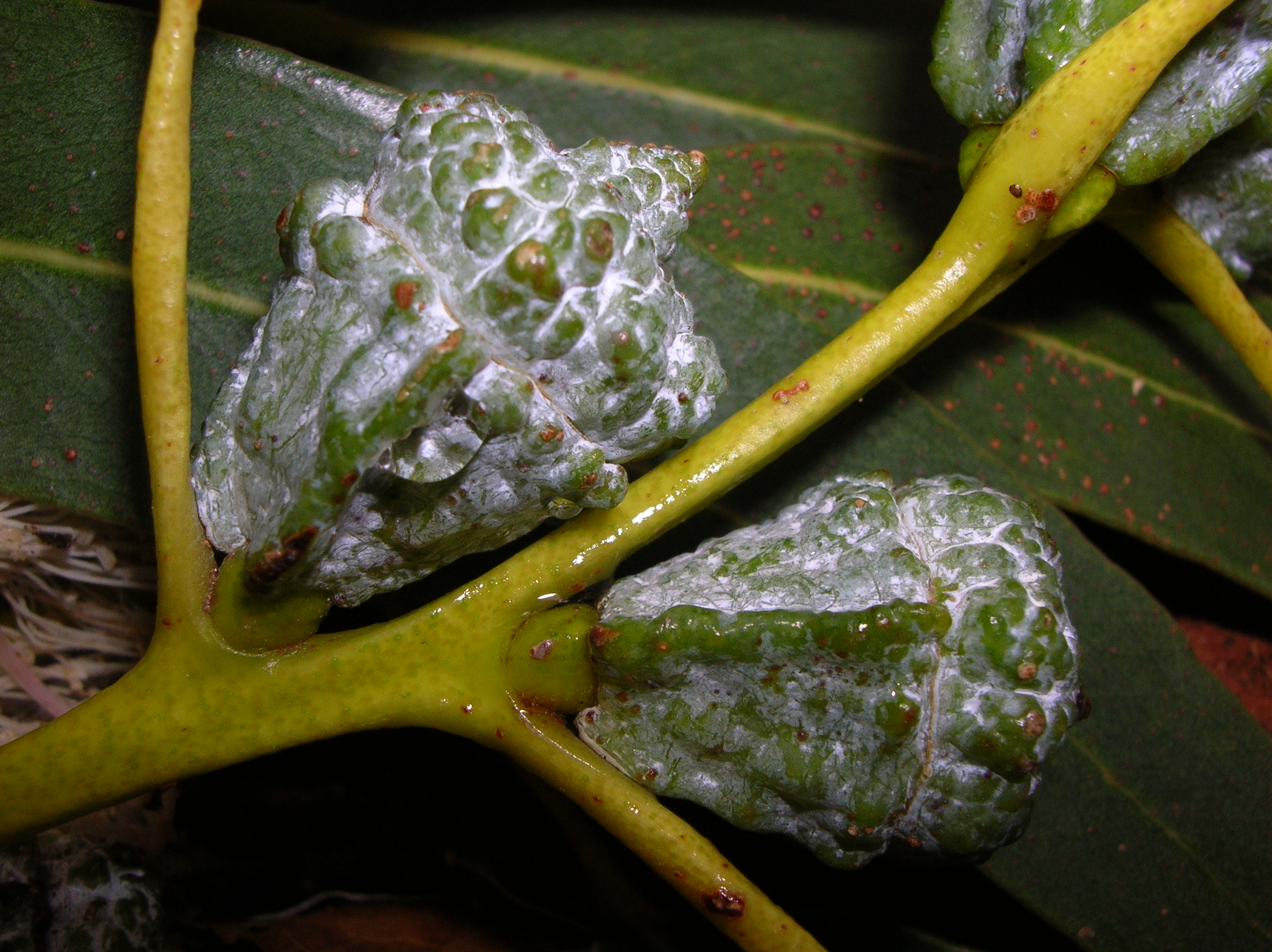
Bourgeons de Gommier bleu (Eucalyptus globulus).

## Absence de preuve d'efficacité
La gemmothérapie est une pratique de pseudo-médecine et pseudoscientifique, car aucun élément de preuve de son efficacité thérapeutique n'a jamais été apporté.  
« Même si le savoir scientifique s’enrichit au sujet des vertus curatives des plantes, la gemmothérapie n’a fait l’objet d’aucune publication scientifique jusqu’à ce jour. En conséquence, on ne peut conclure à l’efficacité de cette thérapie. ». Elle n'a fait l'objet d'aucune étude randomisée en double aveugle, seule méthode reconnue comme fiable et ni fait l'objet de publications dans une revue à comité de lecture reconnue.  
Cette pratique est notamment diffusée à l'occasion de salons dédiés au bien-être avec d'autres pseudo-sciences.

### Pratique pseudo-thérapeutique sectaire
En 2018, la gemmothérapie est classée par la Miviludes parmi les pratiques pseudo-thérapeutiques sectaires.

## Liens avec la médecine traditionnelle sénégalaise
Bien que recourant à des modes de préparation différents, des pratiques thérapeutiques antérieures ont été rapportées dans la médecine traditionnelle sénégalaise  : macérats de radicelles de Baobab africain et de racines de Cassia occidentalis pour obtenir des effets diurétiques, jeunes feuilles et racines de Terminalia laxifloria débarrassées de leurs sucs pour le traitement de cachexies et de crises de dysenterie chez les Peuls et Toucouleurs, trituration de radicelles et de jeunes plantules de Prosopis africana pour des effets diurétiques, ou encore différentes utilisations de Phoenix reclinata : racines chez les Wolofs et les Lébous contre les maux de ventre, bourgeons entiers ou en décoction chez les Bassaris contre la fatigue liée à l'effort physique, jeunes feuilles contre les maladies oculaires.